# Bernis, Gard
Bernis är en kommun i departementet Gard i regionen Occitanien i södra Frankrike. Kommunen ligger i kantonen Vauvert som tillhör arrondissementet Nîmes. År 2022 hade Bernis 3 341 invånare.

## Befolkningsutveckling
Antalet invånare i kommunen Bernis
Referens:INSEE